# Prostřední rybník (Písek)
Prostřední rybník je vodní plocha typu rybník v katastru města Písek. Leží na bezejmenném pravostranném přítoku Jiheru, jako jeden ze soustavy rybníků. Je napájen potokem z Topěleckého rybníka. Voda z něj odchází přepadem v severní části hráze a stavidlem uprostřed hráze do Nádvorného rybníka. Měří asi 170 m a hráz je široká 140 m. Rybník vznikl před rokem 1885.

## Galerie

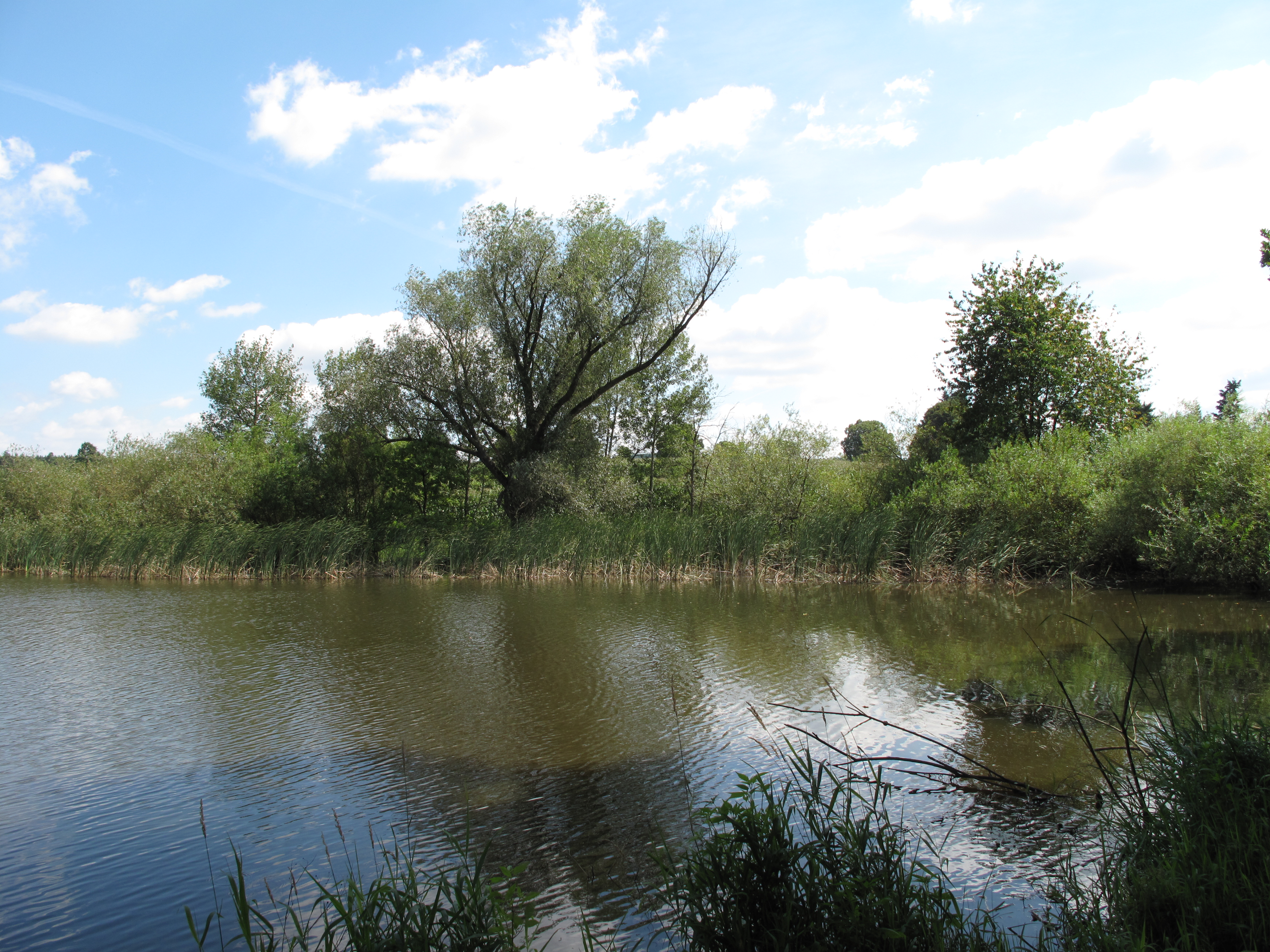
Břeh
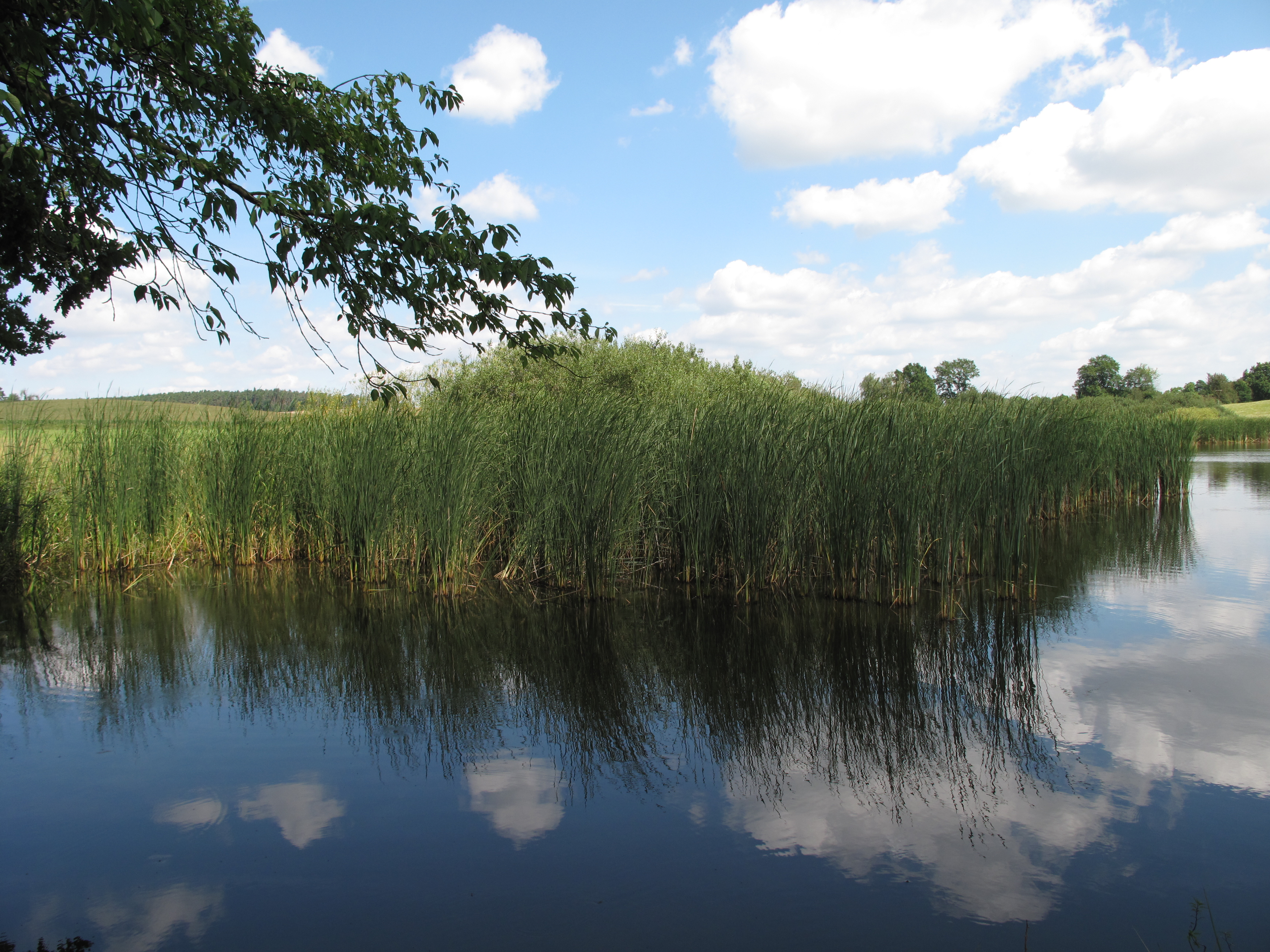
Orobinec
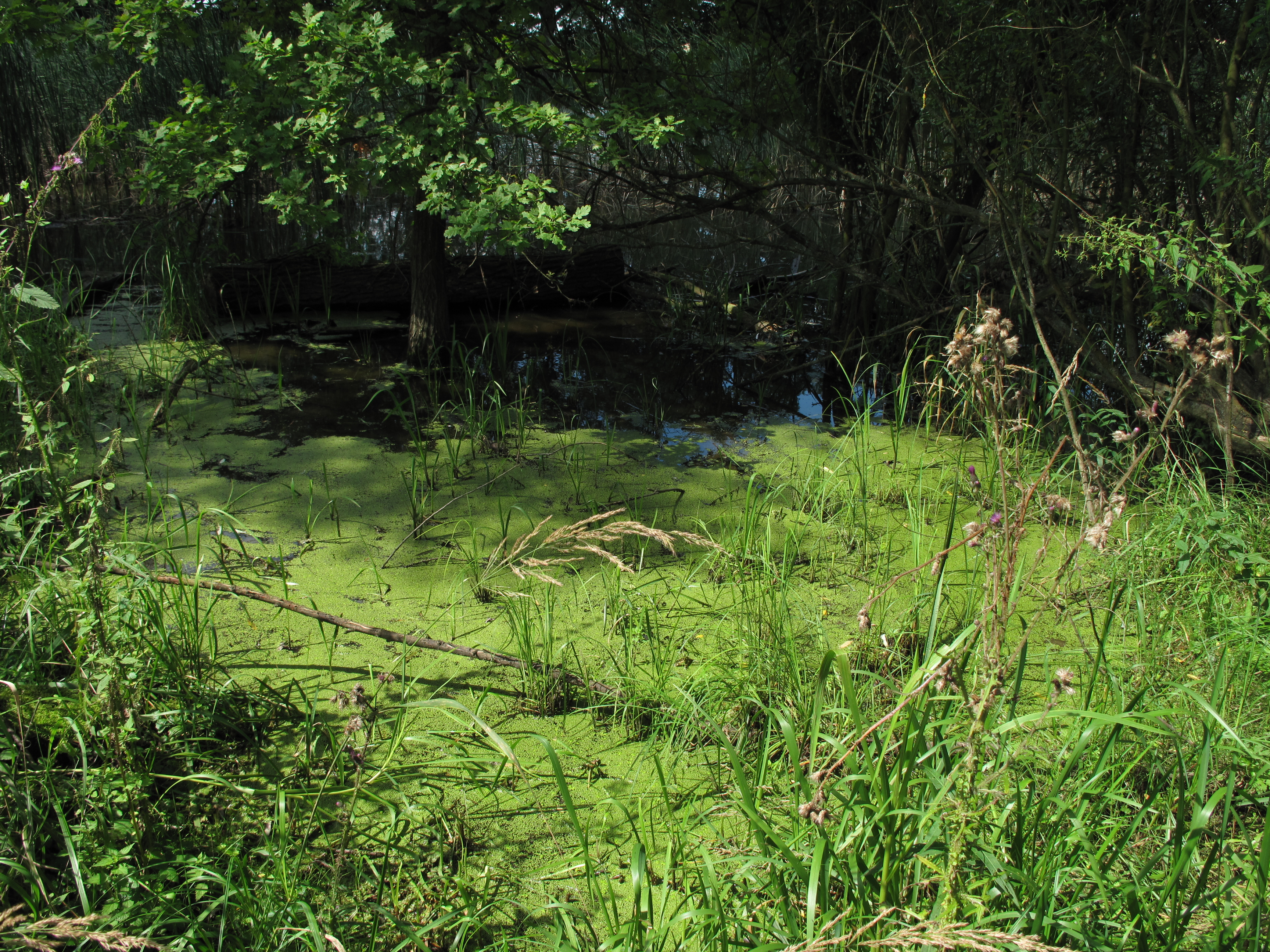
Pobřežní bažina